# A Ilha do Tesouro
Treasure Island é um dos clássicos da literatura  infanto-juvenil escrito por Robert Louis Stevenson em 1883, livro sobre piratas e tesouros enterrados.
Nele, um garoto chamado Jim Hawkins cujos pais são proprietários e moradores de uma pequena pensão (mais conhecida como Hospedaria Almirante Benbow), numa cidade litorânea da Inglaterra, vive diversas aventuras após a chegada de um velho lobo do mar. Diversos fatos vão acontecendo, até que o jovem menino (e narrador da história) se vê em um navio indo em busca de um tesouro.
Nesta obra, o autor também instituiu um novo estilo de escrita, traçado pela característica da ação contínua, que também serviu de intuito para estimular a leitura ao público-alvo.

## Adaptações em teatro e cinema
A primeira adaptação para o teatro foi feita, em 1915, por Pooh Laugh. Foi representada pela companhia Punch and Judy Theatre. Tem havido também várias adaptações para o cinema e para a televisão. Em 1950, para celebrar o centenário do nascimento de Stevenson, a BBC emitiu vários programas. Entre eles destacou-se uma peça intitulada Treasure Island, que foi produzida por Thurston Holland, Jonathan Elkus, em 1962, apresentou Treasure Island — a Musical Play.